# Old North Church
La Old North Church est la plus vieille église de Boston et est un site National. La paroisse est membre de l'Église épiscopalienne des États-Unis.

## Histoire
Elle fut construite en 1723, en s'inspirant des œuvres de Christopher Wren, un architecte anglais, responsable de la reconstruction de Londres après le grand incendie de 1666.
C'est en haut de son clocher que Paul Revere fit allumer deux lanternes pour prévenir de l'invasion britannique dans la ville.

## Utilisation dans le jeu vidéo
La Old North Church est un bâtiment visitable dans le jeu vidéo Fallout 4 lors de la quête Le chemin de la liberté qui héberge en son sein le QG de la faction du Réseau du Rail.
Visible aussi dans Assassin's Creed III.